# Gavin Newsom

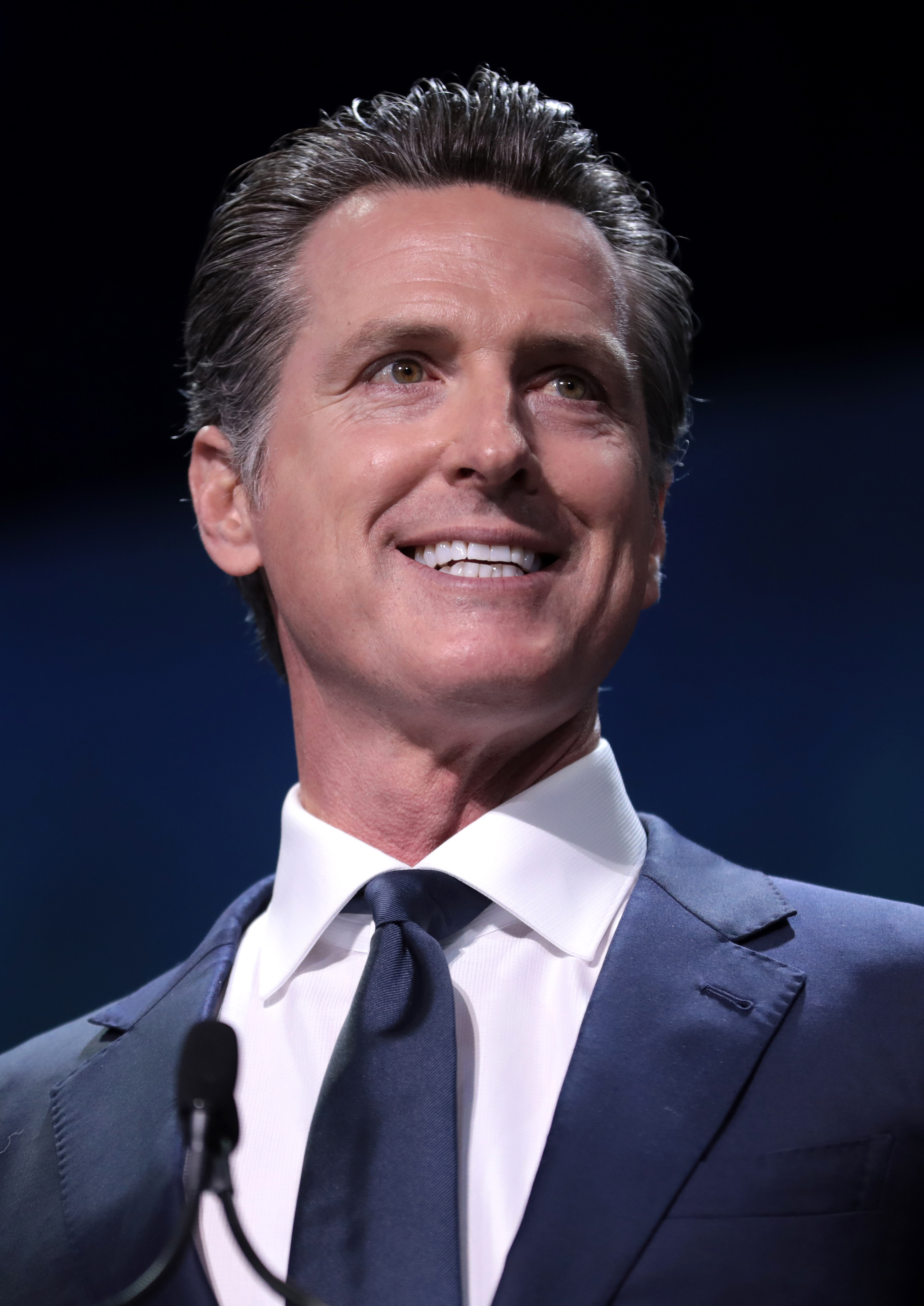
Gavin Newsom (2019)

Gavin Christopher Newsom (* 10. Oktober 1967 in San Francisco, Kalifornien) ist ein US-amerikanischer Politiker der Demokratischen Partei und seit dem 7. Januar 2019 Gouverneur von Kalifornien. Zuvor war er ab 2011 Vizegouverneur dieses Bundesstaates. Von 2004 bis 2011 amtierte er als Bürgermeister von San Francisco.

## Werdegang

### Herkunft

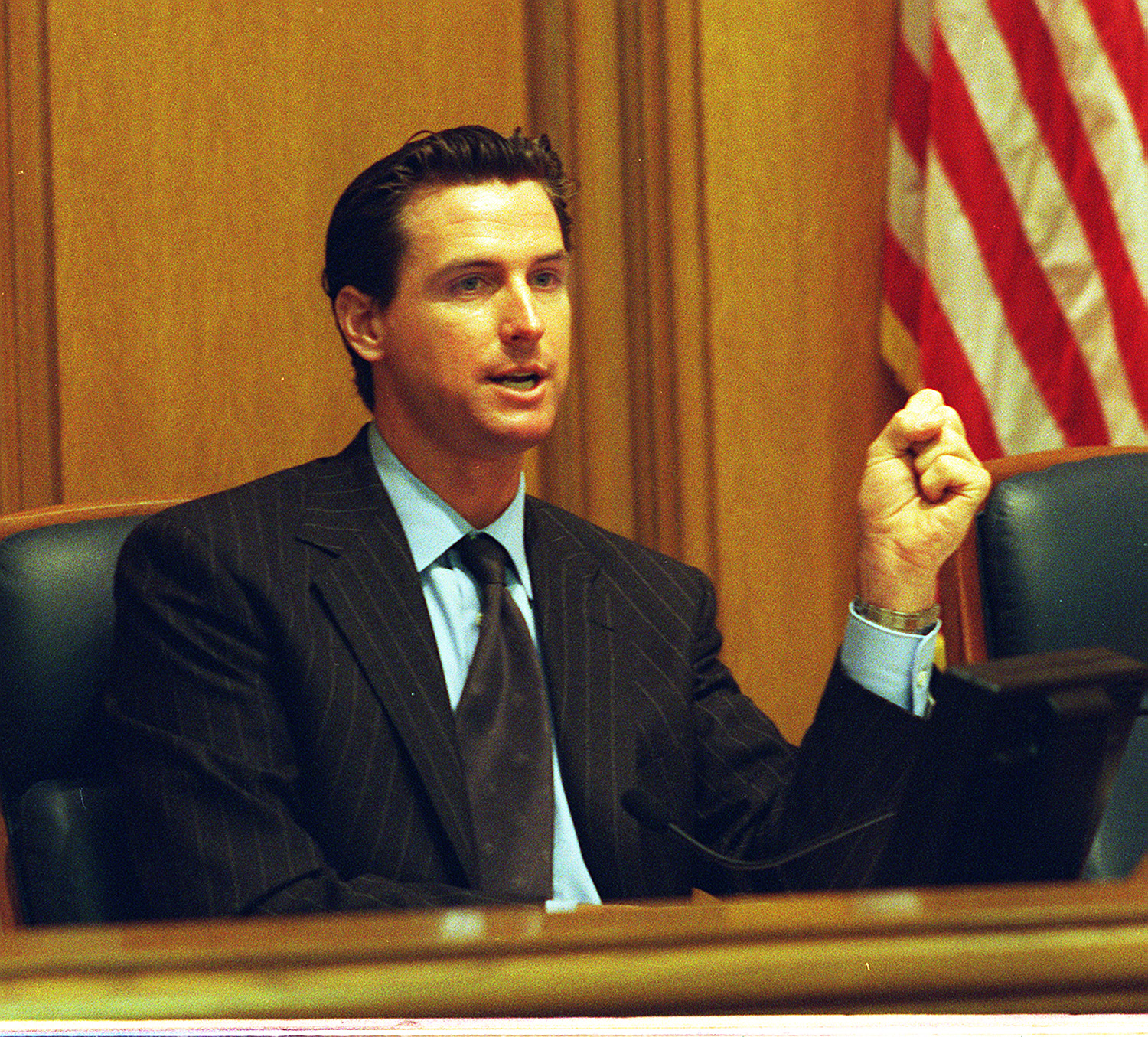
Newsom als Stadtrat, 1999

Newsom wurde als Sohn von Tessa Thomas (geb. Menzies), einer Richterin, und William Alfred Newsom III, einem Richter am Berufungsgericht und Anwalt von Getty Oil, geboren. Newsoms Eltern ließen sich 1971 scheiden, als er drei Jahre alt war.
Newsoms Tante war mit Ron Pelosi verheiratet, dem Schwager der ehemaligen Sprecherin des Repräsentantenhauses der Vereinigten Staaten, Nancy Pelosi.
Er stammt in vierter Generation aus San Francisco.
Newsoms Urgroßvater väterlicherseits wanderte 1865 von Irland in die Vereinigten Staaten aus. Ein Urgroßvater mütterlicherseits war Thomas Addis Jr. (1881–1949), ein schottischer Arzt und Wissenschaftler aus Edinburgh, der wichtige Beiträge zum Verständnis der Funktionsweise von Blutgerinnseln leistete. Er war ein Pionier auf dem Gebiet der Nephrologie.

### Frühere Jahre
Kindergarten und erste Grundschulklasse absolvierte er an der Ecole Notre Dame Des Victoires, einer zweisprachigen Einrichtung in San Francisco, die er wegen seiner Dyslexie verlassen musste. In seinem Buch Citizenville gibt er an, bis heute auf Hörbücher und mündliche Zusammenfassungen angewiesen zu sein.
Tessa Newsom arbeitete in drei Jobs, um Gavin und seine Schwester Hilary Newsom Callan zu unterstützen. In einem Interview mit dem San Francisco Chronicle erinnerte sich seine Schwester an Weihnachten, als ihre Mutter ihnen sagte, dass sie keine Geschenke bekommen würden. Tessa öffnete ihr Haus für Pflegekinder und vermittelte Newsom die Bedeutung des öffentlichen Dienstes. Die Finanzen seines Vaters waren zum Teil wegen seiner Neigung, seine Einkünfte zu verschenken, angespannt. Newsom arbeitete in der High School in mehreren Jobs, um seine Familie zu unterstützen.
Newsom besuchte die Redwood High School und machte dort 1985 seinen Abschluss. Sein Studium an der Santa Clara University schloss er 1989 mit dem Bachelor in Politikwissenschaften ab.

### Unternehmerische Karriere
Newsom und seine Investoren gründeten am 14. Mai 1991 das Unternehmen PlumpJack Associates L.P. Mit der finanziellen Unterstützung des Familienfreundes Gordon Getty, der in insgesamt zehn von Newsoms elf Unternehmen investierte, gründete die Gruppe 1992 das Weingut PlumpJack. Plump Jack ist ein Spitzname für Sir John Falstaff in Shakespeares Heinrich IV. und der Name einer von Getty geschriebenen Oper. Getty sagte dem San Francisco Chronicle, er habe Newsom wie einen Sohn behandelt und aufgrund dieser Beziehung in sein erstes Unternehmen investiert. Laut Getty waren spätere Investitionen in Unternehmen auf den Erfolg des ersten zurückzuführen. 1993 eröffnete die PlumpJack Cafe Partners L.P. das PlumpJack Café. Zwischen 1993 und 2000 eröffneten Newsom und seine Investoren mehrere andere Unternehmen, darunter das PlumpJack Squaw Valley Inn mit einem PlumpJack Café (1994), ein Weingut im Napa Valley (1995), das Balboa Café Bar and Grill (1995), den PlumpJack Development Fund L.P. (1996), die MatrixFillmore Bar (1998), die Filiale von PlumpJack Wines im Noe Valley (1999), das Bekleidungsgeschäft PlumpJackSport (2000) und ein zweites Balboa Café im Squaw Valley (2000). Zu Newsoms Investitionen gehörten fünf Restaurants und zwei Bekleidungsgeschäfte. Newsoms Jahreseinkommen betrug von 1996 bis 2001 mehr als 429.000 Dollar. Im Jahr 2002 wurden seine Unternehmensbeteiligungen auf mehr als 6,9 Millionen Dollar geschätzt. Das Unternehmen wuchs bis 2003 zu einem Betrieb mit mehr als 700 Mitarbeitern an.
Newsom verkaufte seinen Anteil an seinen Unternehmen in San Francisco, als er 2004 Bürgermeister von San Francisco wurde. Er behielt seine Anteile an den PlumpJack-Unternehmensteilen außerhalb von San Francisco, darunter das PlumpJack-Weingut in Oakville, das PlumpJack-eigene Cade-Weingut in Angwin und das PlumpJack Squaw Valley Inn. Er ist der beurlaubte Präsident der Airelle Wines Inc. die mit der PlumpJack Winery in Napa County verbunden ist. Newsom verdiente im Jahr 2007 zwischen 141.000 und 251.000 Dollar mit seinen Geschäftsanteilen. Im Februar 2006 zahlte er 2.350.000 Dollar für sein Haus im Stadtteil Russian Hill, das er im April 2009 für 3.000.000 Dollar auf den Markt brachte.
Zum Zeitpunkt des Zusammenbruchs der Silicon Valley Bank im März 2023 wurde bekannt, dass mindestens drei von Newsoms Weinunternehmen, PlumpJack, Cade und Odette, Kunden der Silicon Valley Bank waren.

## Politische Karriere

### Bürgermeister von San Francisco

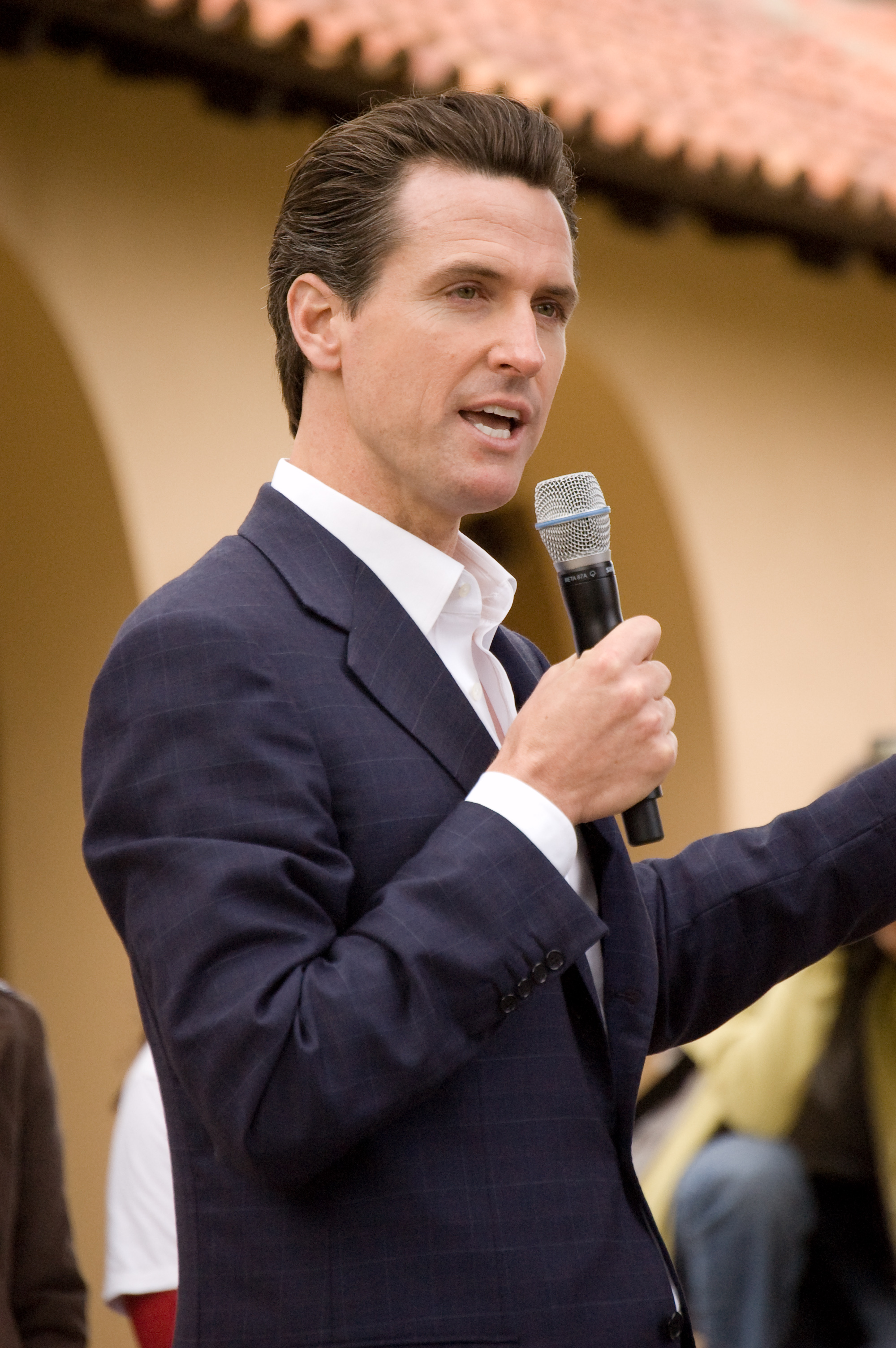
Gavin Newsom an der Stanford University im Jahr 2008

Am 9. Dezember 2003 gewann Newsom die Bürgermeisterwahl in San Francisco; am 6. November 2007 wurde er mit über 75 % der Stimmen für eine zweite Amtszeit wiedergewählt.
Newsom wurde 2004 außerhalb der Vereinigten Staaten bekannt, als er die Ehe für Schwule und Lesben in San Francisco öffnete. Es heirateten viele tausend Paare. Diese Hochzeiten wurden später von Gerichten für ungültig erklärt. Später wurde das Verbot von Homo-Ehen in ganz Kalifornien für verfassungswidrig erklärt. 2007 führte er ein Verbot von Plastiktüten im Einzelhandel ein.
Im Januar 2007 trat Newsoms enger Freund und Kampagnenleiter Alex Tourk zurück, nachdem seine Frau ihm gestand, dass sie eine Affäre mit Newsom hatte, als sie dessen Sekretärin war.

### Vizegouverneur von Kalifornien

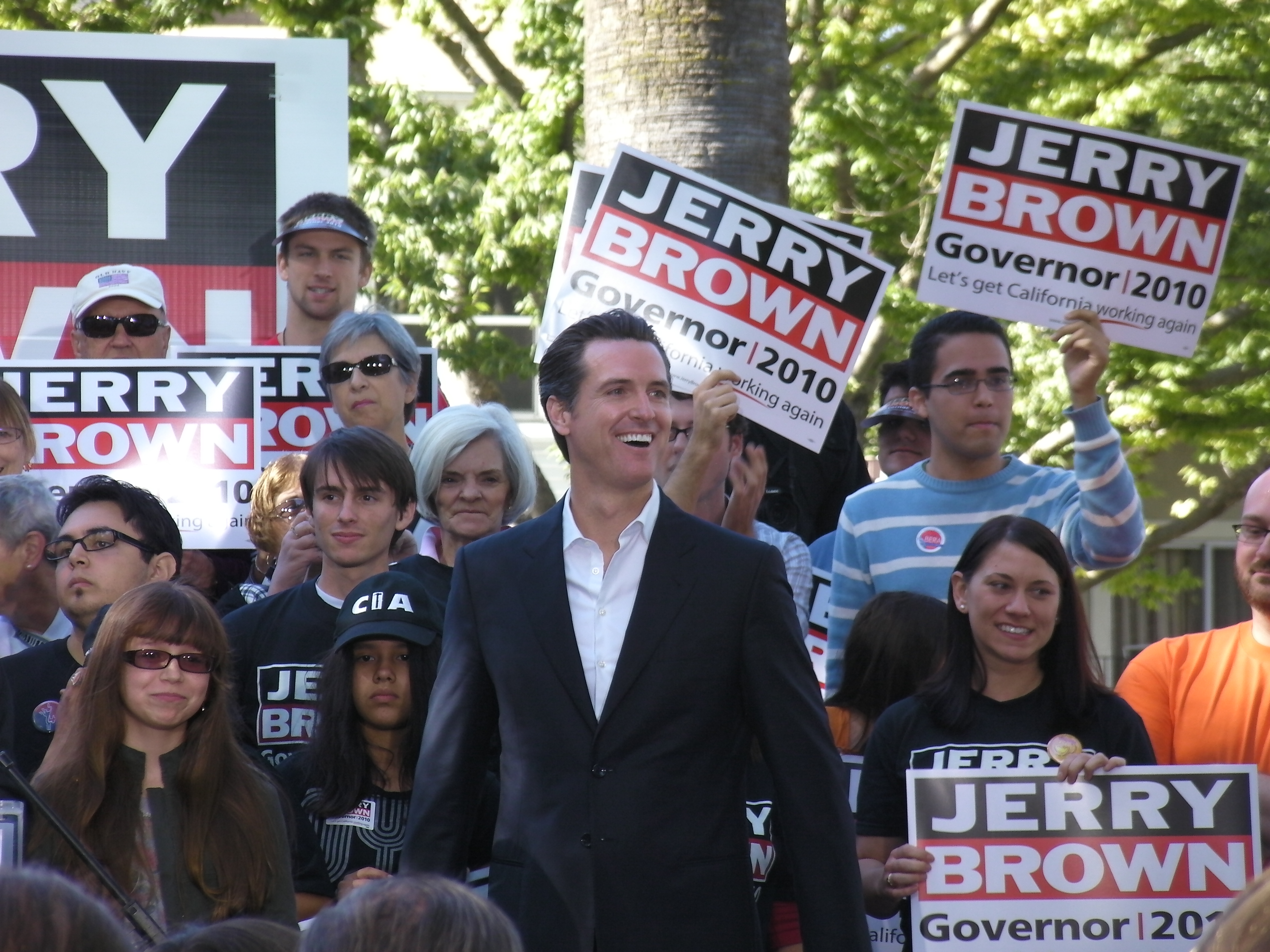
Newsom bei einem Wahlkampfauftritt im Oktober 2010

Newsom strebte zunächst die Kandidatur der Demokratischen Partei für die kalifornischen Gouverneurswahlen im Jahre 2010 an, zog seine Bewerbung jedoch bereits am 30. Oktober 2009 wieder zurück. Im Anschluss daran kündigte er eine Kandidatur zum Vizegouverneur an. Am 2. November 2010 wurde er zum Vizegouverneur von Kalifornien gewählt. Anders als in den meisten amerikanischen Bundesstaaten wird der kalifornische Vizegouverneur jedoch unabhängig vom Gouverneur gewählt und nicht gemeinsam als Team. Er besiegte dabei den republikanischen Amtsinhaber Abel Maldonado mit 50 gegenüber 39 Prozent der abgegebenen Stimmen mit deutlichem Vorsprung. Er trat sein Amt am 10. Januar 2011 und damit erst eine Woche nach Gouverneur Jerry Brown an. Grund war, dass er seinen Aufgaben als Bürgermeister nachkommen wollte, bis sein Nachfolger durch das San Francisco Board of Supervisors bestimmt worden sei. Neuer Bürgermeister von San Francisco wurde Ed Lee.
Gavin Newsom kündigte im September 2012 an, dass er sich für die demokratische Gouverneurskandidatur im Jahr 2014 bewerben wird, falls der bis dorthin 76-jährige Amtsinhaber Jerry Brown nicht zur Wiederwahl antritt. Im Falle von Browns Absage galt er als einer der aussichtsreichsten Kandidaten für das höchste Amt im US-Westküstenstaat. Newsom gab jedoch ebenfalls bekannt, Gouverneur Brown zu unterstützen und sich um die Wiederwahl als Vizegouverneur zu bemühen, sollte Brown für eine weitere Amtsperiode antreten.
Nachdem Brown jedoch im Februar 2014 eine weitere Bewerbung für das Gouverneursamt angekündigt hatte, kandidierte Newsom im November 2014 für eine zweite Amtszeit als Vizegouverneur. Die Vorwahl am 3. Juni 2014 gewann er mit deutlichem Vorsprung. Am Wahltag siegte Newsom mit rund 57,2 Prozent der Stimmen deutlich über den Republikaner Ron Nehring, der 42,8 Prozent auf sich vereinte. Am 5. Januar 2015 trat er daher eine weitere Amtsperiode als Stellvertreter des ebenfalls wiedergewählten Gouverneurs Jerry Brown an.

### Wahl zum Gouverneur 2018
Am 11. Februar 2015 wurde bekannt, dass Newsom eine Kandidatur für das Gouverneursamt im Jahr 2018 plante. Bereits am 13. Januar des Jahres erklärte Newsom, sich nicht um die Nachfolge von Barbara Boxer im US-Senat bei der Wahl im November 2016 bewerben zu wollen, nachdem Boxer ihren Rückzug bekannt gegeben hatte. Zuvor war Newsom als ein möglicher Anwärter für dieses Amt gehandelt worden. Seine Verzichtserklärung erfolgte im Zusammenhang mit der bekanntgemachten Kandidatur von Kamala Harris, die seit 2011 Attorney General von Kalifornien war. Newsom erklärte, die Bewerbung seiner Parteikollegin zu unterstützen, während Harris ihrerseits die Bewerbung Newsoms als Gouverneur befürwortete und am 3. Januar 2017 in den US-Senat einzog.
Bei den Vorwahlen am 5. Juni 2018 erhielt Newsom mit etwa 34 % mit klarem Abstand die meisten Stimmen vor dem republikanischen Bewerber John H. Cox. Anders als in den meisten Bundesstaaten finden in Kalifornien seit 2012 die Vorwahlen nicht mehr getrennt nach Partei statt, sondern alle Bewerber stehen auf einem Stimmzettel. Bei der Hauptwahl treffen dann die zwei stimmenstärksten Kandidaten unabhängig von Parteizugehörigkeit aufeinander. Daher trat Newsom bei der Gouverneurswahl am 6. November 2018 gegen Cox an. Im demokratisch geprägten Bundesstaat galt Newsom als klarer Favorit gegen den ideologisch rechts stehenden Cox.
Am 6. November wurde Gavin Newsom mit 61,8 % der Stimmen zum neuen Gouverneur von Kalifornien gewählt. Er erhielt in absoluten Zahlen über 7,3 Millionen Stimmen, mehr als jemals für einen Gouverneurskandidaten in den USA überhaupt abgegeben wurden. Cox bekam 38,2 % der Stimmen, was rund 4,5 Millionen Wählern entspricht. Hauptverantwortlich für Newsoms Stimmenrekord ist neben Kaliforniens Rang als bevölkerungsreichster US-Bundesstaat die vergleichsweise hohe Wahlbeteiligung bei den Wahlen 2018. So erhielt auch Cox in absoluten Zahlen fast 100.000 mehr Stimmen als Gouverneur Brown bei seiner Wiederwahl 2014, die dieser mit einem Wähleranteil von 60 % klar für sich entschied. Newsoms Stimmenanteil von 61,8 % ist außerdem der höchste Sieg bei einer kalifornischen Gouverneurswahl seit 1950.

### Gouverneur von Kalifornien

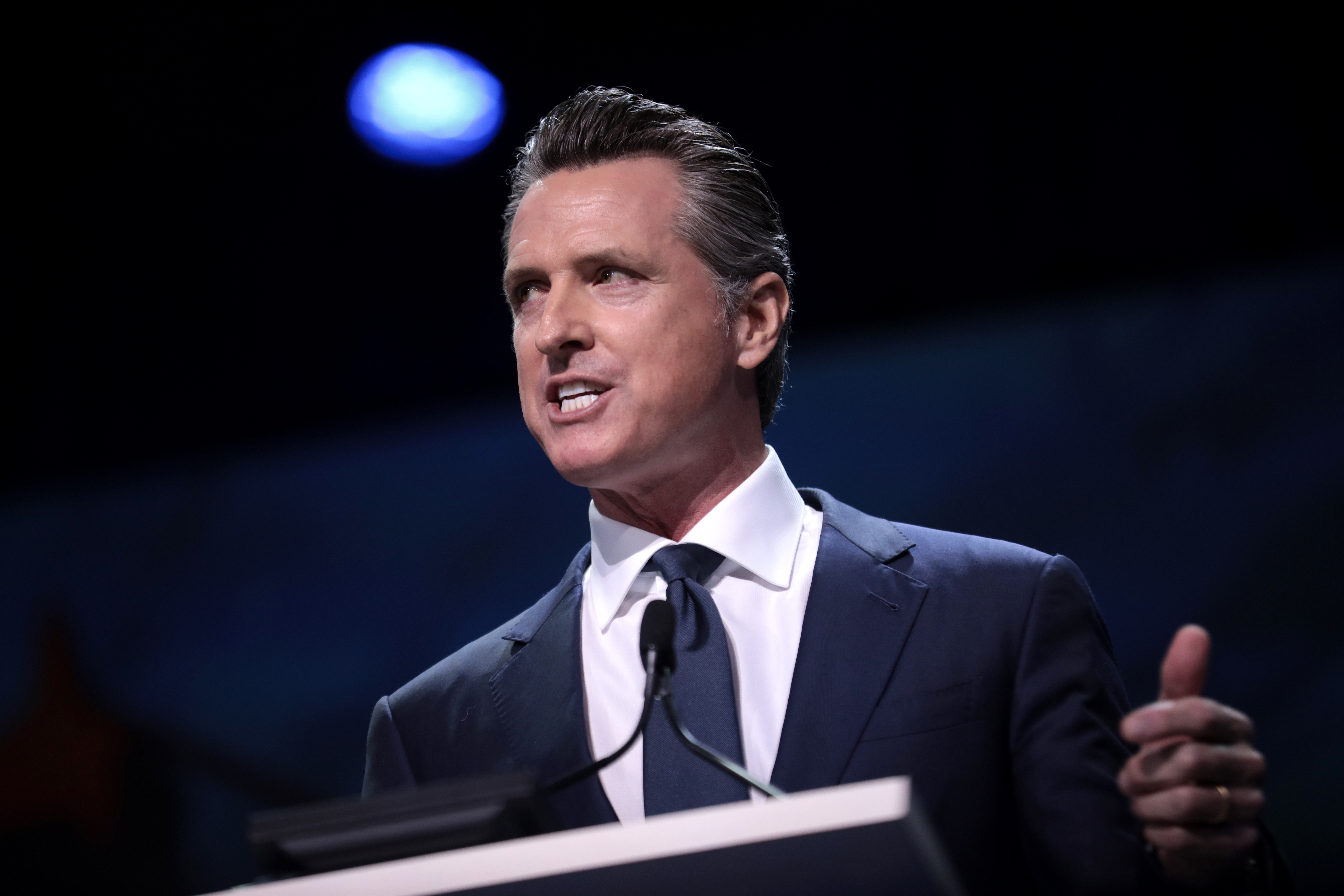
Gavin Newsom auf dem Parteitag der kalifornischen Demokraten im Juni 2019

Gavin Newsom wurde am 7. Januar 2019 zum 40. Gouverneur von Kalifornien vereidigt. Er trat damit die Nachfolge von Jerry Brown an, der bei der Gouverneurswahl 2018 nicht erneut kandidieren konnte, ihn jedoch im Wahlkampf aktiv unterstützte. Zu Newsoms Nachfolgerin im Vizegouverneursamt wurde seine Parteikollegin Eleni Kounalakis gewählt, die somit als erste Frau dieses Amt übernahm. Newsom kann sich in beiden Kammern der State Legislature auf eine Zwei-Drittel-Mehrheit seiner Partei stützen.
Am 13. März 2019 gab Newsom bekannt, dass er ein Moratorium über die Todesstrafe angeordnet hat und jede Hinrichtung im Staat verhindert, so lange er noch als Gouverneur im Amt ist. „Unser System der Todesstrafe war in jeder Hinsicht ein Misserfolg“, sagte Newsom. „Das absichtliche Töten einer anderen Person ist falsch.“
Im Juni 2019 überstimmte Newsom die im Januar 2019 ausgesprochene Entlassungsempfehlung der Bewährungskommission für das Manson-Family-Mitglied Leslie Van Houten mit der Feststellung, dass Van Houten weiterhin eine Gefahr für die Gesellschaft darstelle. Dies wiederholte sich 2020 und 2022. Nachdem ein kalifornisches Berufungsgericht seine Verweigerung, van Houten freizulassen, 2023 aufhob, ging Newsom nicht in Berufung, so dass van Houten am 11. Juli 2023 aus der Haft entlassen wurde.
Am 18. Juni 2019 entschuldigte sich Newsom öffentlich in seiner Eigenschaft als Gouverneur des Staates Kalifornien für den Völkermord an den kalifornischen Ureinwohnern und richtete eine Kommission zur Aufarbeitung des Verhältnisses zu den kalifornischen Native Americans ein. In der Feierstunde erklärte er: „Es ist ein beschämendes Eingeständnis für mich, dass ich bisher meinte, ein gebildeter Mensch zu sein, und doch so wenig von unserer Vergangenheit wusste. (...) (Das systematische Abschlachten) war Völkermord. Es gibt kein anderes Wort dafür.“
Während der COVID-19-Pandemie nahm Newsom im November 2020, kurz nachdem er öffentlich zum Verzicht auf Treffen mit Familienangehörigen aufgerufen hatte, an einer Geburtstagsfeier für einen Lobbyisten in einem Luxusrestaurant teil. Auf öffentliche Kritik hin argumentierte er zunächst, es habe sich um eine Feier unter freiem Himmel gehandelt, bei der alle empfohlenen Schutzmaßnahmen eingehalten worden seien. Nachdem Bilder veröffentlicht wurden, die im Widerspruch zu dieser Erklärung standen, entschuldigte sich Newsom öffentlich und sprach von einem „schlimmen Fehler“.
Am 1. Oktober 2021 kündigte er an, dass Kalifornien als erster US-Bundesstaat eine weitgehende Corona-Impfpflicht für Schüler einführen werde. 2024 unterzeichnete er ein Gesetz, welches ab 2026 jegliche Ausgabe von Plastiktüten in Lebensmittelgeschäften verbietet.

### Recall-Verfahren und Wiederwahl
Newsom musste sich am 14. September 2021 einem Abwahlverfahren stellen, nachdem eine Petition mit diesem Ziel erfolgreich war und über 2,1 Millionen Unterschriften von den Initiatoren vorgelegt wurden. Bei jener Recallwahl des Gouverneurs in Kalifornien 2021 stimmte die Mehrheit der Wähler für seinen Verbleib im Amt.
Bei der folgenden, regulären Gouverneurswahl setzte sich Newsom erneut durch: Er besiegte den Staatssenator Brian Dahle mit deutlichem Abstand und sicherte sich damit eine zweite Amtszeit.

### Politische Positionen
Newsom tritt für die gleichgeschlechtliche Ehe, das Recht auf Schwangerschaftsabbruch, eine allgemeine Krankenversicherung, die Legalisierung von Marihuana, strenge Waffengesetze sowie die Rechte von Einwanderern, auch derjenigen ohne legalen Aufenthaltsstatus, ein. Er ist in den Vereinigten Staaten einer der prominentesten Gegner der Todesstrafe. Er sagte, sie habe mehr mit sozialer Herkunft und Hautfarbe zu tun als mit Schuld oder Unschuld. Im Jahr 2022 lehnte Newsom als Gouverneur die von einem Bewährungsausschuss empfohlene Freilassung des für den Mord an dem US-Politiker Robert F. Kennedy 53 Jahre in Haft sitzenden Sirhan Sirhan ab, der 1969 zum Tode und dann zu einer umgewandelten lebenslangen Haftstrafe verurteilt worden war. Im September 2023 begann er einen Prozess gegen die Ölfirmen Exxon, Shell, Chevron, ConocoPhillips und BP wegen ihrer möglichen Mitschuld an der Erderwärmung.

### Wahlkampfspenden
Bis 2018 hatte Newsom zur Unterstützung seines Wahlkampfes bereits Spenden in Höhe von 61 Millionen Dollar erhalten. Neben der Familie von Gordon Getty gehörten die Industriellen-Familien von Donald G. Fisher (GAP) und J. B. Pritzker (Hyatt) zu den Großspendern. Die Wahlkampagne 2021, für die Wiederwahl zum Gouverneur von Kalifornien, erhielt Newsom Spenden von 19 Milliardären, die insgesamt 5,7 Millionen Dollar gespendet haben. Zu ihnen gehörte unter anderem Netflix-Gründer Reed Hastings, der allein rund 3,1 Millionen Dollar spendete. Weitere Großspender waren Google-Gründer Eric Schmidt, die Unternehmerin Lynda Resnick, die Hedgefonds-Manager George Soros und James Simons, die Unternehmerin Laurene Powell Jobs, die DoorDash-Mitgründer Andy Fang und Stanley Tang, der Yahoo-Mitgründer Jerry Yang, der Napster-Mitgründer Sean Parker sowie Regisseur Steven Spielberg.
Für Joe Bidens Wahlkampagne für die Präsidentschaftswahl 2024 konnte er in Kalifornien allein zwischen März und Oktober 2023 4 Millionen US-Dollar sammeln.

### Präsidentschaftswahl 2024
Viele Journalisten und politische Analysten haben Newsom als Hoffnungsträger für die Präsidentschaftswahlen genannt. Laut einer Umfrage von NewsNation vom Juni 2023 wünschten sich 22 % der kalifornischen Wähler, dass Newsom bei den Präsidentschaftswahlen 2024 antritt. Im Mai 2023 hielt Kaliforniens ehemaliger Gouverneur Arnold Schwarzenegger eine künftige Präsidentschaftskampagne von Newsom für unumstößlich. In einem im April 2023 in der Zeitung The Hill veröffentlichten Artikel der Journalistin Sharon Udasin wurde ebenfalls die Unvermeidbarkeit einer Präsidentschaftskandidatur Newsoms erörtert. Im September 2022 erklärte Newsom, er werde 2024 nicht für das Amt des Präsidenten kandidieren, da das (letztlich nicht erfolgreiche) Abwahlverfahren 2021 seine Verwundbarkeit gezeigt hatte. Nach seiner Wiederwahl 2022 teilte er den Mitarbeitern des Weißen Hauses mit, dass er Präsident Biden bei den Vorwahlen der Demokraten nicht herausfordern werde; am 25. April 2023 unterstützte er Bidens Wiederwahlkampagne.
Newsom hatte im Mai 2023 die Politik des Gouverneurs von Florida, Ron DeSantis, offen kritisiert und DeSantis’ Inszenierung der Luftbrücke für Migranten auf Martha’s Vineyard angeprangert. DeSantis antwortete, Kalifornien habe „riesige Probleme“, und forderte Newsom auf, gegen Biden anzutreten. Im November 2023 debattierten die beiden unter der Moderation von Sean Hannity von Fox News.
Im Oktober 2023 traf sich Newsom mit Xi Jinping in Peking.
Im Juni 2024, im Nachgang des ersten TV-Duells zwischen Biden und Trump, wurde er erneut von der weltweiten Presse als möglicher Präsidentschaftskandidat der demokratischen Partei für die Wahlen 2024 ins Spiel gebracht, um Biden zu ersetzen. Newsom sicherte jedoch erneut Biden seine Unterstützung zu.

### Konflikt Bundesstaat Kalifornien mit der US-Regierung
Seit Ende Mai 2025 kam es infolge von Trumps harter Migrationspolitik vermehrt zu Protesten in Los Angeles, nachdem ICE-Razzien in Wohngebieten und Geschäften zahlreiche Festnahmen nach sich zogen. Gegen die hierauf von Trump angeordnete Entsendung von Nationalgarde und Marines erhob Newsom Klage und stellte zugleich einen Antrag auf Aussetzung dieser Maßnahme.

## Privatleben

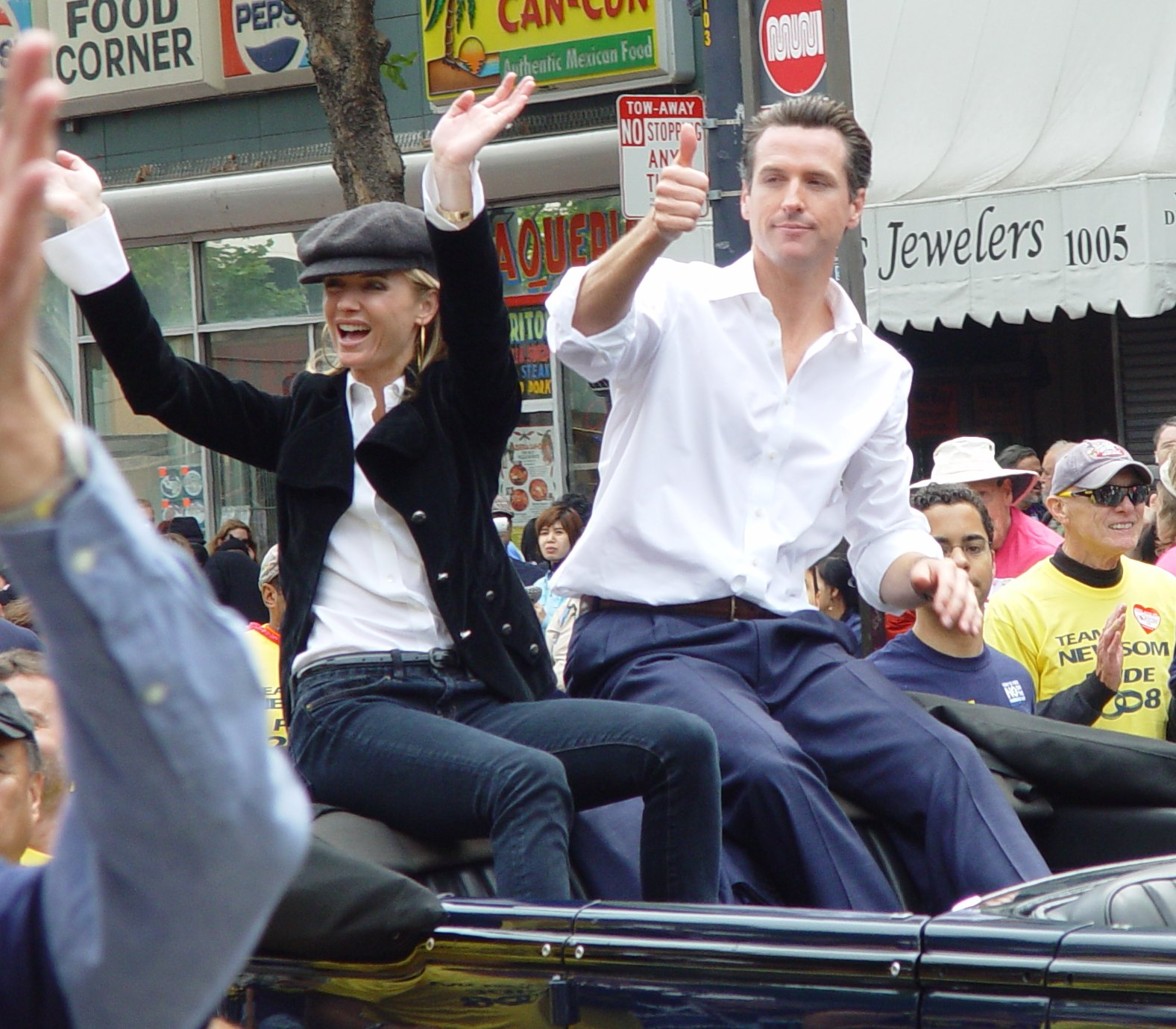
Gavin Newsom und seine Frau Jennifer Siebel als Teilnehmer einer Parade, 2008

2001 heiratete Newsom die Fernsehmoderatorin Kimberly Guilfoyle. Diese reichte im Januar 2005 die Scheidung ein. Am 26. Juli 2008 heiratete Newsom die Schauspielerin Jennifer Siebel. Das Ehepaar hat vier Kinder, die 2009, 2011, 2013 und 2016 geboren wurden.
Im Februar 2007 bekannte Newsom, Alkoholiker zu sein. Er ging in eine ärztliche Behandlung, die einige Monate später erfolgreich abgeschlossen wurde.